# 鴨川市コミュニティバス
鴨川市コミュニティバス（かもがわしコミュニティバス）は、千葉県鴨川市が運行するコミュニティバス。運行開始時より鴨川日東バスに運行を委託していたが、2020年（令和2年）10月1日付で鴨川日東バスが日東交通へ再統合されたことに伴い、鴨川日東バスから日東交通鴨川営業所へ移管された。

## 概要
鴨川市内ではモータリゼーションの進展により市内の一般路線バスの廃止が進み、鴨川日東バスにより廃止路線代替バスが運行されていた。市では「鴨川市地域公共交通会議」での協議結果に基づき、鴨川日東バスが従来運行していた代替バス5路線（鴨川市内の全線）をコミュニティバスとして再編し、鴨川市コミュニティバスとして運行を開始した。コミュニティバス運行開始にあたり、市の法定協議会が事前に運行事業者を公募し、鴨川日東バスに決定した（そのため当時は、鴨川日東バス発行の回数券・定期券が従来通り使用できた）。
コミュニティバスへ再編された、廃止路線代替バス5路線は以下のとおり。
1. 西条線（鴨川駅 - 金山ダム（英語版））
2. 西条循環線（鴨川駅 - 福祉センター - 鴨川駅）
3. 清澄線（安房天津駅 - 清澄温泉・西原・古川）
4. 曽呂線（太海駅 - 曽呂終点）
5. 東条線（鴨川駅 - 浦の脇）

## 沿革
- 2008年（平成20年）11月1日 - 実証運行を開始[1]。鴨川日東バスへ運行委託。
- 2009年（平成21年）
  - 9月16日 - 実証運行の結果に基づき、北ルートでダイヤ一部改正[1]。
  - 10月31日 - 実証運行を終了[1]。
  - 11月1日 - 本格運行へ移行[1]。
- 2012年（平成24年）7月1日 - 南ルートでダイヤと運行方法を一部改正[1]。
  - 太海地区への乗り入れを廃止、畑地区へのルート延伸[1]。
  - ダイヤ一部改正、利用者が少ない2往復4便を廃止[1]。
- 2013年（平成25年）
  - 4月1日 - 清澄ルートでダイヤと運行方法を一部改正[1]。
    - 清澄寺 - 奥清澄間の12便中9便をデマンド運行へ移行[1]。

  - 10月1日 - 北ルートでダイヤ一部改正、平日ダイヤ・土休日ダイヤを導入[1]。
- 2014年（平成26年）4月1日 - 消費税率引き上げに伴い、北ルート・南ルートで運賃改定[1]。清澄ルートでダイヤ一部改正[1]。
- 2015年（平成27年）
  - 4月1日 - 南ルートでダイヤと運行方法を一部改正[1]、新設の「江見小学校」停留所まで延伸[1][3]。
  - 6月1日
    - 北ルートでダイヤと運行方法を一部改正[1]。鯛の浦から内浦山県民の森まで延伸（延伸区間はデマンド運行）[1][4]。
    - 清澄ルートでダイヤと運行方法を一部改正[1]。1往復増便、下り第7便に季節運行を導入[1][4]。
- 2016年（平成28年）10月1日 - 精神障害者保健福祉手帳による運賃割引を開始[1]。
- 2019年（令和元年）10月1日
  - 消費税率引き上げに伴い、北ルート・南ルートで運賃改定[1]。
  - 北ルートでダイヤ一部改正、土休日ダイヤを廃止し全日共通ダイヤへ統一[1]。
- 2020年（令和2年）10月1日 - 鴨川日東バスが日東交通へ再統合され、運行が鴨川日東バスから日東交通鴨川営業所へ移管される[2]。

## 運賃・乗車券類
運賃体系は鴨川日東バス時代から、北ルート・南ルートでは対キロ制多区間運賃（初乗り160円）、清澄ルートについては簡易運賃制（初乗り200円と上限の400円のみ）を採用している。小学生は運賃半額、未就学児は運賃無料。
各種障害者手帳（身体障害者手帳、療育手帳、精神障害者保健福祉手帳）の提示により本人と介助者は運賃半額（定期券は3割引）となる。当初は障害者割引は身体障害者・知的障害者のみだったが、2016年10月1日より精神障害者割引も追加された。障害者手帳アプリ「ミライロID」も利用できる。
また、日東交通が免許返納した65歳以上の高齢者に発行している「ノーカー・サポート優待証」による運賃半額割引も利用できる（支払いは現金のみ）。

## 路線
2021年4月1日現在。

### 北ルート
- 金山ダム - 鴨川駅西口 - 浦の脇 - 天津駅前 - 小湊駅前 - 鯛の浦 - 小湊駅前 - 内浦山県民の森（一日3往復、鯛の浦 - 内浦山県民の森はデマンド運行）
- 金山ダム - 鴨川駅西口（区間便、一日1往復）

### 南ルート
- 曽呂終点 - 畑青年館 - 江見小学校 - 鴨川駅西口 - 浦の脇 - 鴨川駅前（東口）（一日3往復）
- 曽呂終点 - 畑青年館 - 江見小学校 - 鴨川駅西口（区間便、一日1往復）
- 浦の脇 - 鴨川駅前（東口）（区間便、一日1往復）

### 清澄ルート
- 天津小湊支所 - 清澄寺 - 奥清澄

4月- 9月：一日7往復、10月 - 3月：一日6.5往復。下り第7便は4月 - 9月のみの季節運行、10月 - 3月は運休。

## 車両
北ルート・南ルートでは、小型ノンステップバスの日野・ポンチョ（ショートボディ）を使用する。北ルートは水色、南ルートはオレンジ色と、車両の色が分けられている。
清澄ルートでは、ワンボックスカーのトヨタ・ハイエースを使用する。